# 큰부들
큰부들은 부들과의 여러해살이풀로 학명은 Typha latifolia이다. 북아메리카와 남아메리카, 유럽, 유라시아, 아프리카에서 발견된다.

## 특징
줄기의 높이는 1.5-2m 정도이다. 꽃은 황색으로 6-8월경에 피어나는데, 수꽃무리와 암꽃무리가 가까이 있으며, 처음에는 밑부분에 각각 포엽이 있지만 일찍 떨어져버리고 만다. 수꽃무리 속에 부드러운 작은 포엽이 생기기도 한다. 꽃가루는 4개가 붙어 있다.

## 분포
주로 개울가나 연못에서 자라며, 한국에서는 제주·경상·강원·황해·평안도 등지에 분포하고 있다.